# Дуаш
Дуа́ш (фр. Doische, валлон. Dweche) — коммуна в Валлонии, расположенная в провинции Намюр, округ Филиппвиль. Принадлежит Французскому языковому сообществу Бельгии. На площади 84,02 км² проживают 2846 человек (плотность населения — 34 чел./км²), из которых 48,95 % — мужчины и 51,05 % — женщины. Средний годовой доход на душу населения в 2003 году составлял 9578 евро.
Почтовый код: 5680. Телефонный код: 082.